# Armando Fernández
Armando Fernández García znany jako „La Jarocha” (ur. 9 lutego 1969 w Veracruz) – meksykański zapaśnik w stylu klasycznym. Dwukrotny olimpijczyk. Zajął jedenaste miejsce w Barcelonie 1992 i czternaste w Atlancie 1996. Startował w kategorii 57 kg.
Pięciokrotny uczestnik Mistrzostw Świata, siedemnaste miejsce w 1997. Zdobył brązowy medal na Igrzyskach Panamerykańskich w 1995 roku. Sześć razy stawał na podium Mistrzostw Panamerykańskich, srebro w 1992. Drugie miejsce na mistrzostwach Ameryki Centralnej w 1990, Srebro na igrzyskach Ameryki Środkowej i Karaibów w 1990 i brąz 2002 roku.